# Pawieł Gierasimow (dyplomata)
Pawieł Iwanowicz Gierasimow (ros. Павел Иванович Герасимов, ur. 1915, zm. 1991) – radziecki dyplomata.

## Życiorys
Członek RKP(b), 1939 ukończył Leningradzki Instytut Industrialny, od 1945 w Ludowym Komisariacie Spraw Zagranicznych ZSRR, 1953-1954 zastępca kierownika Wydziału Państw Bliskiego i Środkowego Wschodu Ministerstwa Spraw Zagranicznych ZSRR. Od 1954 do 22 lutego 1958 radca Ambasady ZSRR w Egipcie, od 22 lutego 1958 do marca 1959 radca Ambasady ZSRR w ZRA, od 10 marca 1959 do 2 stycznia 1960 ambasador nadzwyczajny i pełnomocny ZSRR w Gwinei. Od stycznia 1960 do czerwca 1961 zastępca kierownika Wydziału Państw Bliskiego Wschodu MSZ ZSRR, od 28 czerwca 1961 do 29 września 1962 ambasador nadzwyczajny i pełnomocny ZSRR w Luksemburgu, od 29 września 1962 do 25 marca 1967 ambasador nadzwyczajny i pełnomocny ZSRR w Belgii, od 29 marca 1973 do 15 października 1977 ambasador nadzwyczajny i pełnomocny ZSRR w Szwajcarii.